# Эрскин, Хейзел
Хе́йзел Э́рскин (англ. Hazel Erskine, урожд. Хе́йзел Макгре́гор, англ. Hazel McGregor) — шотландская кёрлингистка.
В составе женской команды Шотландии участница чемпионата мира 1983 (заняли шестое место) и четырёх чемпионатов Европы (трёхкратные серебряные призёры). Чемпионка Шотландии среди женщин.
В основном играла на позиции четвёртого, несколько сезонов была скипом команды.

## Достижения
- Чемпионат Европы по кёрлингу: серебро (1988, 1990, 1992).
- Чемпионат Шотландии по кёрлингу среди женщин: золото (1983), бронза (1986).

## Команды
| Сезон   | Четвёртый        | Третий        | Второй          | Первый           | Турниры                      |
| ------- | ---------------- | ------------- | --------------- | ---------------- | ---------------------------- |
| 1982—83 | Хейзел Макгрегор | Джейн Рэмзи   | Бетти Макгрегор | Билли-Мэй Мюрхед | ЧШЖ 1983 · ЧМ 1983 (6 место) |
| 1985—86 | Хейзел Макгрегор | Эдит Лаудон   | Fiona McFarlane | Linda Milne      | ЧШЖ 1986                     |
| 1987—88 | Хейзел Макгрегор | Эдит Лаудон   | Фиона Бейн      | Кэти Лаудон      | [ 3 ]                        |
| 1988—89 | Хейзел Макгрегор | Эдит Лаудон   | Фиона Бейн      | Кэти Лаудон      | ЧЕ 1988                      |
| 1990—91 | Хейзел Эрскин    | Эдит Лаудон   | Кэти Лаудон     | Фиона Бейн       | ЧЕ 1990                      |
| 1991—92 | Хейзел Эрскин    | Эдит Лаудон   | Кэти Лаудон     | Фиона Бейн       | ЧЕ 1991 (5 место)            |
| 1992—93 | Кирсти Хэй       | Хейзел Эрскин | Джоанна Пегг    | Louise Wilkie    | ЧЕ 1992                      |

(скипы выделены полужирным шрифтом)